# Hydnophora bonsai
Hydnophora bonsai là một loài san hô trong họ Merulinidae. Loài này được Veron mô tả khoa học năm 1990.